# Línea de sucesión presidencial de Chile

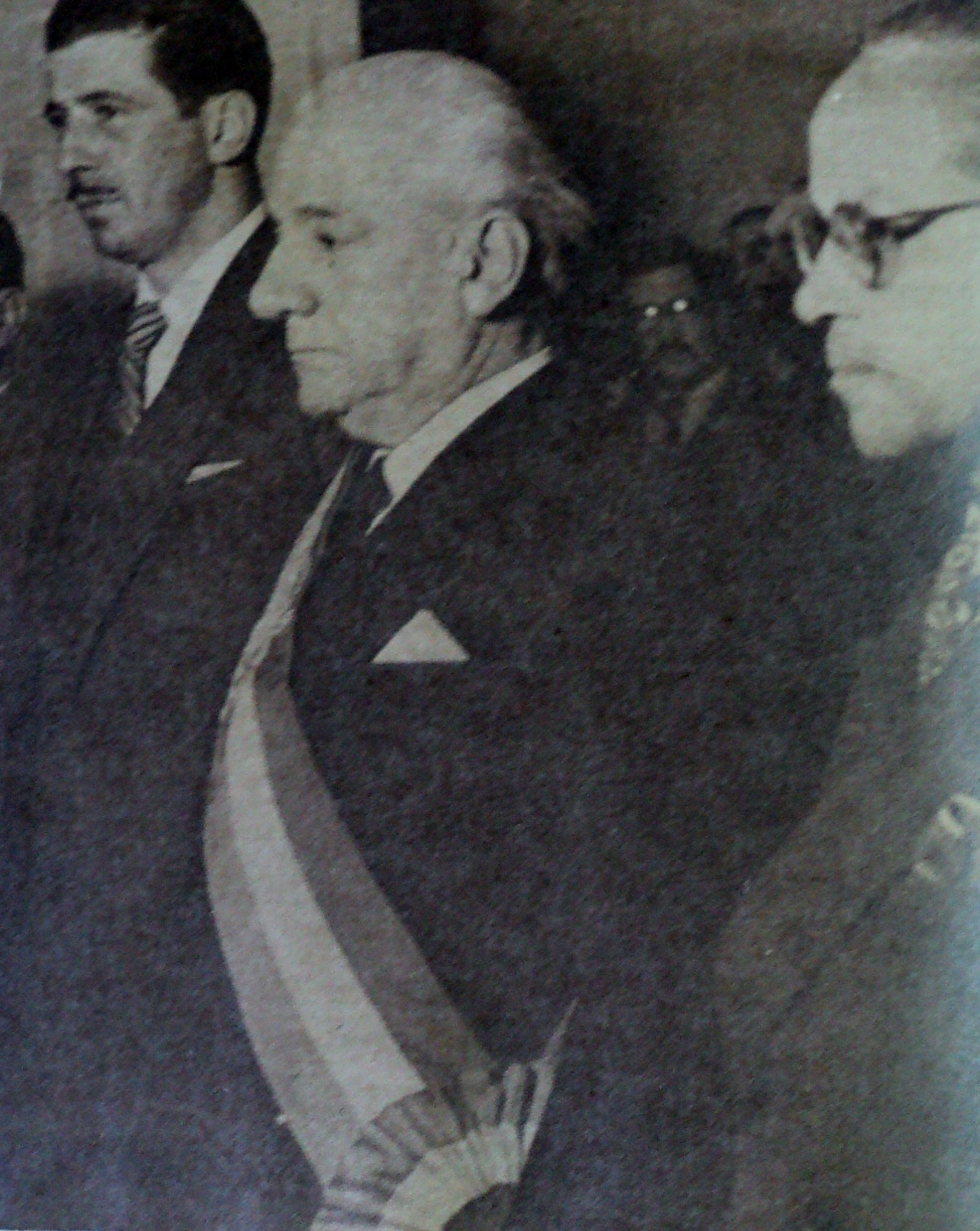
Juan Antonio Iribarren, último en acceder al poder mediante la línea de sucesión (1946)

La línea de sucesión a la presidencia de Chile establece quién ocupa dicho cargo en caso de una vacancia presidencial. Esta puede ocurrir en caso de muerte, renuncia, inhabilitación o condena en un juicio político.
Si ocurriese, el presidente sería reemplazado por el titular del Ministerio del Interior, y, según el orden establecido para el ejercicio de la presidencia, por sus otros ministros y los presidentes de los otros poderes del Estado (legislativo y judicial).
Si faltasen más de dos años para el final del mandato presidencial, se procederá a nuevas elecciones para elegir a un sucesor definitivo. Si faltasen menos de dos años, el sucesor será elegido por el Congreso Pleno.

## Línea actual
| Orden | Retrato | Cargo                                                      | Actual titular                   | Partido | Partido |
| ----- | ------- | ---------------------------------------------------------- | -------------------------------- | ------- | ------- |
| -     |         | Presidente de la República                                 | Gabriel Boric Font               |         | FA      |
| 1     |         | Ministro del Interior                                      | Álvaro Elizalde Soto             |         | PS      |
| 2     |         | Ministro de Relaciones Exteriores                          | Alberto van Klaveren Stork       |         | Ind.    |
| 3     |         | Ministra de Defensa Nacional                               | Adriana Delpiano Puelma          |         | PPD     |
| 4     |         | Ministro de Hacienda                                       | Mario Marcel Cullell             |         | Ind.    |
| 5     |         | Ministro de Seguridad Pública                              | Luis Cordero Vega                |         | Ind.    |
| 6     |         | Ministra Secretaria General de la Presidencia              | Macarena Lobos Palacios          |         | Ind.    |
| 7     |         | Ministra Secretaria General de Gobierno                    | Camila Vallejo Dowling           |         | PCCh    |
| 8     |         | Ministro de Economía, Fomento y Turismo                    | Nicolás Grau Veloso              |         | FA      |
| 9     |         | Ministra de Desarrollo Social y Familia                    | Javiera Toro Cáceres             |         | FA      |
| 10    |         | Ministro de Educación                                      | Nicolás Cataldo Astorga          |         | PCCh    |
| 11    |         | Ministro de Justicia y Derechos Humanos                    | Jaime Gajardo Falcón             |         | PCCh    |
| 12    |         | Ministro del Trabajo y Previsión Social                    | Giorgio Boccardo Bosoni          |         | FA      |
| 13    |         | Ministra de Obras Públicas                                 | Jessica López Saffie             |         | PS      |
| 14    |         | Ministra de Salud                                          | Ximena Aguilera Sanhueza         |         | Ind.    |
| 15    |         | Ministro de Vivienda y Urbanismo                           | Carlos Montes Cisternas          |         | PS      |
| 16    |         | Ministro de Agricultura                                    | Esteban Valenzuela Van Treek     |         | FRVS    |
| 17    |         | Ministra de Minería                                        | Aurora Williams Baussa           |         | PR      |
| 18    |         | Ministro de Transportes y Telecomunicaciones               | Juan Carlos Muñoz Abogabir       |         | Ind.    |
| 19    |         | Ministro de Bienes Nacionales                              | Francisco Figueroa Cerda         |         | FA      |
| 20    |         | Ministro de Energía                                        | Diego Pardow Lorenzo             |         | FA      |
| 21    |         | Ministra del Medio Ambiente                                | Maisa Rojas Corradi              |         | Ind.    |
| 22    |         | Ministro del Deporte                                       | Jaime Pizarro Herrera            |         | Ind.    |
| 23    |         | Ministra de la Mujer y la Equidad de Género                | Antonia Orellana Guarello        |         | FA      |
| 24    |         | Ministra de las Culturas, las Artes y el Patrimonio        | Carolina Arredondo Marzán        |         | Ind.    |
| 25    |         | Ministro de Ciencia, Tecnología, Conocimiento e Innovación | Aldo Valle Acevedo               |         | Ind.    |
| 26    |         | Presidente del Senado                                      | Manuel José Ossandón Irarrázabal |         | RN      |
| 27    |         | Presidente de la Cámara de Diputadas y Diputados           | José Miguel Castro Bascuñán      |         | RN      |
| 28    |         | Presidente de la Corte Suprema                             | Ricardo Blanco Herrera           |         | Ind.    |

## Legislación
En la Constitución de 1980 las causales de vacancia no están enumeradas, como en los textos constitucionales anteriores. De la lectura de sus normas y de la aplicación de otras disposiciones del ordenamiento jurídico chileno vigente, se señalan las siguientes:
- Muerte, no está mencionada explícitamente, pero resulta evidente.
- Renuncia, que debe ser admitida por el Senado, debiendo oír previamente al Tribunal Constitucional.
- Inhabilidad, que debe ser declarada por el Senado, cuando un impedimento físico o mental lo inhabilite para el ejercicio de sus funciones, debiendo oír previamente al Tribunal Constitucional.
- Declaración de culpabilidad en juicio político, que debe ser pronunciada por el Senado, quedando destituido de su cargo.
- Condena en materia penal, en el evento que la sentencia le acarree la inhabilitación para cargos u oficios públicos.
- Inhabilitación por sentencia del Tribunal Constitucional, que declara la inconstitucionalidad de organizaciones y de movimientos o partidos políticos, y la responsabilidad de las personas que hubieran tenido participación en los hechos que motivaron tal declaración, pues implica, entre otras sanciones, la pérdida de pleno derecho de los cargos públicos de elección popular que se tuviere posesión, aunque tratándose del presidente requiere, además, el acuerdo del Senado.

Verificada la vacancia, se produce la subrogación conforme al orden anteriormente mencionado para el presidente en ejercicio, y se debe proceder a elegir al sucesor –que dura en el cargo hasta completar el período que restaba a quien reemplaza, no pudiendo postular como candidato a la elección presidencial siguiente–, de acuerdo con las siguientes reglas:
- Si faltan menos de dos años para la próxima elección presidencial, el presidente es elegido por el Congreso Pleno por la mayoría absoluta de los senadores y diputados en ejercicio.
- Si faltan dos años o más para la próxima elección presidencial, el vicepresidente, dentro de los diez primeros días de su mandato, debe convocar a elección presidencial para el 120.º día después de la convocatoria.